# Pietro II di Oldenburg
Pietro II di Oldenburg (Oldenburg, 8 luglio 1827 – Rastede, 13 giugno 1900) è stato granduca di Oldenburg dal 1853 al 1900 con il nome di Pietro II.

## Biografia
Nicola Federico Pietro era il figlio primogenito maschio di Augusto I, granduca di Oldenburg (1783-1853) e della principessa Ida di Anhalt-Bernburg-Schaumburg-Hoym (1804-1828); succedette al padre nel governo del granducato di Oldenburg il 27 febbraio 1853. Nel 1864 ottenne il patronato di numerose opere assistenziali, creando a Oldenburg una delle prime associazioni per l'assistenza ai feriti di guerra, che veniva operata attraverso volontari ausiliari della compagnia della Croce Rossa. Lo stesso anno avanzò delle pretese anche sul trono del ducato di Schleswig-Holstein, firmando il 27 ottobre 1866 un contratto con la Prussia secondo il quale egli avrebbe ricevuto la città di Ahrensbök in cambio della rinuncia ai suoi diritti, aderendo alla confederazione tedesca a favore della medesima.

## Discendenza

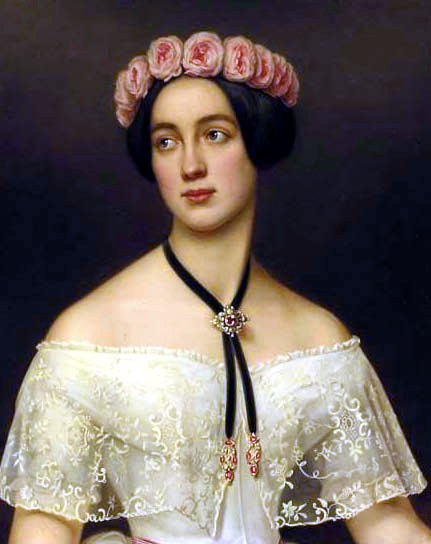
La granduchessa Elisabetta Paolina Alessandrina

Il 10 febbraio 1852 Nicola Federico Pietro sposò la principessa Elisabetta Paolina Alessandrina (26 marzo 1826 - 2 febbraio 1896), figlia terzogenita del duca Giuseppe di Sassonia-Altenburg (1789-1868) e della principessa Amalia di Württemberg. 
La coppia ebbe i seguenti figli:
- Federico Augusto (16 novembre 1852 - 24 febbraio 1931), granduca di Oldenburg
- Giorgio Luigi (27 giugno 1855 - 30 novembre 1939)

## Ascendenza
|                                                |                                                |                                                      | Genitori                                                          |  |  | Nonni |  |  | Bisnonni                                   |  |  | Trisnonni                                                |  |
|                                                |                                                |                                                      |                                                                   |  |  |       |  |  | principe Giorgio Luigi di Holstein-Gottorp |  |  | Cristiano Augusto di Holstein-Gottorp, principe di Eutin |  |
|                                                |                                                |                                                      |                                                                   |  |  |       |  |  | principe Giorgio Luigi di Holstein-Gottorp |  |  | Cristiano Augusto di Holstein-Gottorp, principe di Eutin |  |
|                                                |                                                | margravia Albertina Federica di Baden-Durlach        |                                                                   |  |  |       |  |  | principe Giorgio Luigi di Holstein-Gottorp |  |  |                                                          |  |
| Pietro I, granduca di Oldenburg                |                                                |                                                      |                                                                   |  |  |       |  |  | principe Giorgio Luigi di Holstein-Gottorp |  |  |                                                          |  |
|                                                |                                                | Sofia Carlotta di Schleswig-Holstein-Sonderburg-Beck | Federico Guglielmo II, duca di Schleswig-Holstein-Sonderburg-Beck |  |  |       |  |  |                                            |  |  |                                                          |  |
|                                                |                                                | Sofia Carlotta di Schleswig-Holstein-Sonderburg-Beck | Federico Guglielmo II, duca di Schleswig-Holstein-Sonderburg-Beck |  |  |       |  |  |                                            |  |  |                                                          |  |
|                                                |                                                | Sofia Carlotta di Schleswig-Holstein-Sonderburg-Beck | contessa Ursula Anna von Dona Shlobitten                          |  |  |       |  |  |                                            |  |  |                                                          |  |
| Augusto I, granduca di Oldenburg               |                                                | Sofia Carlotta di Schleswig-Holstein-Sonderburg-Beck |                                                                   |  |  |       |  |  |                                            |  |  |                                                          |  |
|                                                |                                                | Federico II Eugenio, duca di Württemberg             | Carlo I Alessandro, duca di Württemberg                           |  |  |       |  |  |                                            |  |  |                                                          |  |
|                                                |                                                | Federico II Eugenio, duca di Württemberg             | Carlo I Alessandro, duca di Württemberg                           |  |  |       |  |  |                                            |  |  |                                                          |  |
|                                                |                                                | Federico II Eugenio, duca di Württemberg             | principessa Maria Augusta di Thurn und Taxis                      |  |  |       |  |  |                                            |  |  |                                                          |  |
| duchessa Federica di Württemberg               |                                                | Federico II Eugenio, duca di Württemberg             |                                                                   |  |  |       |  |  |                                            |  |  |                                                          |  |
|                                                |                                                | margravia Federica Dorotea di Brandeburgo-Schwedt    | Federico Guglielmo, margravio di Brandeburgo-Schwedt              |  |  |       |  |  |                                            |  |  |                                                          |  |
|                                                |                                                | margravia Federica Dorotea di Brandeburgo-Schwedt    | Federico Guglielmo, margravio di Brandeburgo-Schwedt              |  |  |       |  |  |                                            |  |  |                                                          |  |
|                                                |                                                | margravia Federica Dorotea di Brandeburgo-Schwedt    | principessa Sofia Dorotea di Prussia                              |  |  |       |  |  |                                            |  |  |                                                          |  |
| Pietro II, duca di Oldenburg                   |                                                | margravia Federica Dorotea di Brandeburgo-Schwedt    |                                                                   |  |  |       |  |  |                                            |  |  |                                                          |  |
|                                                | Carlo Luigi di Anhalt-Bernburg-Schaumburg-Hoym | Vittorio I di Anhalt-Bernburg-Schaumburg-Hoym        |                                                                   |  |  |       |  |  |                                            |  |  |                                                          |  |
|                                                | Carlo Luigi di Anhalt-Bernburg-Schaumburg-Hoym | Vittorio I di Anhalt-Bernburg-Schaumburg-Hoym        |                                                                   |  |  |       |  |  |                                            |  |  |                                                          |  |
|                                                | Carlo Luigi di Anhalt-Bernburg-Schaumburg-Hoym | Carlotta Luisa di Isenburg-Birstein                  |                                                                   |  |  |       |  |  |                                            |  |  |                                                          |  |
| Vittorio II di Anhalt-Bernburg-Schaumburg-Hoym | Carlo Luigi di Anhalt-Bernburg-Schaumburg-Hoym |                                                      |                                                                   |  |  |       |  |  |                                            |  |  |                                                          |  |
|                                                |                                                | Eleonora di Solms-Braunfels                          | Federico Guglielmo, principe di Solms-Braunfels                   |  |  |       |  |  |                                            |  |  |                                                          |  |
|                                                |                                                | Eleonora di Solms-Braunfels                          | Federico Guglielmo, principe di Solms-Braunfels                   |  |  |       |  |  |                                            |  |  |                                                          |  |
|                                                |                                                | Eleonora di Solms-Braunfels                          | Sofia Maddalena di Solms-Laubach                                  |  |  |       |  |  |                                            |  |  |                                                          |  |
| Ida di Anhalt-Bernburg-Schaumburg-Hoym         |                                                | Eleonora di Solms-Braunfels                          |                                                                   |  |  |       |  |  |                                            |  |  |                                                          |  |
|                                                |                                                | Carlo Cristiano di Nassau-Weilburg                   | Carlo Augusto di Nassau-Weilburg                                  |  |  |       |  |  |                                            |  |  |                                                          |  |
|                                                |                                                | Carlo Cristiano di Nassau-Weilburg                   | Carlo Augusto di Nassau-Weilburg                                  |  |  |       |  |  |                                            |  |  |                                                          |  |
|                                                |                                                | Carlo Cristiano di Nassau-Weilburg                   | Augusta Federica Guglielmina di Nassau-Idstein                    |  |  |       |  |  |                                            |  |  |                                                          |  |
| Amalia di Nassau-Weilburg                      |                                                | Carlo Cristiano di Nassau-Weilburg                   |                                                                   |  |  |       |  |  |                                            |  |  |                                                          |  |
|                                                |                                                | Carolina d'Orange-Nassau                             | Guglielmo IV, Principe d'Orange                                   |  |  |       |  |  |                                            |  |  |                                                          |  |
|                                                |                                                | Carolina d'Orange-Nassau                             | Guglielmo IV, Principe d'Orange                                   |  |  |       |  |  |                                            |  |  |                                                          |  |
|                                                |                                                | Carolina d'Orange-Nassau                             | Anna di Hannover, Principessa Reale                               |  |  |       |  |  |                                            |  |  |                                                          |  |
|                                                |                                                | Carolina d'Orange-Nassau                             |                                                                   |  |  |       |  |  |                                            |  |  |                                                          |  |